# بعثة الأمم المتحدة لمساعدة العراق

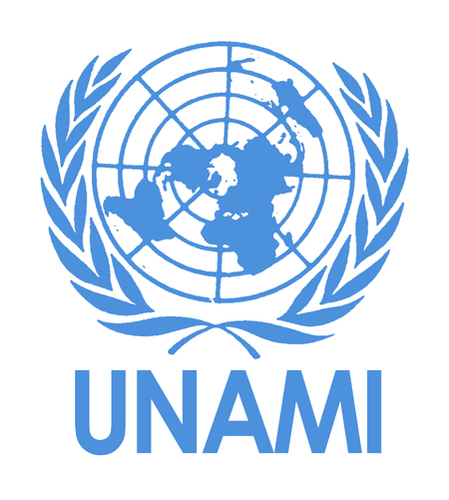

بعثة الأمم المتحدة لمساعدة العراق (يونامي) (بالإنجليزية: United Nations Assistance Mission in Iraq U.N.A.M.I)‏
بعثة الأمم المتحدة لمساعدة العراق (يونامي) هي كيان تم انشاؤه بالاستناد إلى قرار مجلس الأمن التابع للأمم المتحدة رقم 1500 في 14 آب/أغسطس 2003.

## التفويض الرسمي
تمتلك البعثة التفويض الرسمي لعملها من خلال الممثل الخاص للأمين العام للأمم المتحدة في العراق وأول ممثل خاص عُين في العراق كان سيرجيو فييرا دي ميلو والذي قُتل في حادث تفجير فندق القناة في بغداد في 19 آب/أغسطس 2003
التفويض تم تمديده حتى آب/أغسطس 2009. إحدى مهماتها هي تطبيق اتفاق العهد الدولي مع العراق. ممثل الأمين العام أشرف قاضي تم تعيينه في 14 يوليو 2004 وتم انتهاء مهمته في 18 أيلول 2007 وعين الأمين العام للأمم المتحدة بان كي مون السويدي-الإيطالي ستافان دي مستورا كممثل خاص جديد في العراق ومنذ عام 2013 اختير نيكولاي ملادينوف من قبل بان كي مون رئيسا لبعثة يونامي. وفي 14 تموز 2017 مدد مجلس الأمن، من خلال قراره رقم 2367، تفويض البعثة حتى 31 تموز 2018.

## رؤساء البعثة
| رئيس البعثة          | فترة الرئاسة                     |
| -------------------- | -------------------------------- |
| يان كوبيتش           | 5 شباط 2015 - حتى الآن           |
| نيكولاي ملادينوف     | 2 آب 2013 - 5 شباط 2015          |
| مارتن كوبلر          | 1 تشرين الأول 2011 - 2 آب 2013   |
| أد ميلكرت            | 7 تموز 2009 - 1 تشرين الأول 2011 |
| أشرف قاضي            | 14 تموز 2004 - 18 أيلول 2007     |
| سيرجيو فييرا دي ميلو | 14 آب 2003 - 19 آب 2003          |

## التمثيل العسكري والحراسة
- جزر فيجي - 219 جندي مسؤولين عن حماية مباني الأمم المتحدة والطاقم التابع لها في المنطقة الخضراء. القوات المدربة والمجهزة بالسلاح وطنياً تم نقلها إلى العراق بواسطة أستراليا. تم انتشارها في العراق لأول مرة في كانون الأول/ديسمبر 2004 والتي كان تعدادها في ذلك الوقت 134 جندي
- الدنمارك - مراقبين عسكريين اثنين. سابقاً كان تعداد قواتها 35 جندياً تم انتشارهم كحراس اممين (إضافة إلى مساهمة الدنمارك في قوات التحالف الذي تقوده الولايات المتحدة).
- نيوزيلاندا - مراقب عسكري واحد
- المملكة المتحدة - مراقب عسكري واحد
- النمسا - مراقب عسكري واحد

القوات المساهمة المنسحبة
- رومانيا - 100 جندي ارسلوا إلى العراق في اذار/مارس 2005 لمهمة تستمر لمدة ستة أشهر لدعم قوات الــ (يونامي) (بالأضافة إلى مساهمة رومانيا في قوات التحالف الدولي الذي تقوده الولايات المتحدة)
- جورجيا - حوالي 550 جندي تم انتشارهم في العراق في حزيران/يونيو 2005 في مهمة لتوفير الحماية للأمم المتحدة (بالأضافة إلى مساهمة جورجيا في التحالف الدولي الذي تقوده الولايات المتحدة). على العموم، هذه القوات كانت موضوعة تحت قيادة القوات الوسطى الأمريكية في المنطقة الخضراء وتم إعادة انتشارها فيما بعد لتلتحق بقوات جورجيا المشاركة في القوة المتعددة الجنسيات في العراق.
- كندا - مراقب عسكري واحد تم ارساله من تشرين الأول/أكتوبر 2004 إلى تموز/يوليو 2007
- أستراليا - مراقب عسكري واحد تم سحبه في نيسان/أبريل 2008

## اقرأ أيضاً
- القوات متعددة الجنسيات في العراق

## روابط أضافية
- الموقع الرسمي
 (بالإنجليزية) (بالعربية)